# Xerophyta kirkii
Xerophyta kirkii är en enhjärtbladig växtart som först beskrevs av William Botting Hemsley, och fick sitt nu gällande namn av Lyman Bradford Smith och Edward Solomon Ayensu. Xerophyta kirkii ingår i släktet Xerophyta och familjen Velloziaceae. Inga underarter finns listade.